# Họ Rêu tro
Họ Rêu tro (Hypnaceae) là một họ rêu lớn với phân bố toàn cầu nằm trong bộ Hypnales, lớp Bryopsida.

## Phân loại
- Acritodon
- Andoa
- Austrohondaella
- Bardunovia
- Breidleria
- Bryocrumia
- Buckiella
- Callicladium
- Calliergonella
- Campylophyllopsis
- Campylophyllum
- Caribaeohypnum
- Chryso-hypnum
- Crepidophyllum
- Ctenidiadelphus
- Cyathothecium
- Dacryophyllum
- Ectropotheciella
- Ectropotheciopsis
- Ectropothecium
- Elharveya
- Elmeriobryum
- Entodontella
- Eurohypnum
- Foreauella
- Gammiella
- Giraldiella
- Gollania
- Hageniella
- Herzogiella
- Homomallium
- Hondaella
- Horridohypnum
- Hyocomium
- Hypnum
- Irelandia
- Isopterygiopsis
- Leiodontium
- Leptoischyrodon
- Macrothamniella
- Mahua
- Microctenidium
- Mittenothamnium
- Nanothecium
- Orthothecium
- Phyllodon
- Plagiotheciopsis
- Platydictya
- Platygyriella
- Podperaea
- Pseudohypnella
- Pseudotaxiphyllum
- Ptilium
- Pylaisia
- Rhacopilopsis
- Rhizohypnella
- Sclerohypnum
- Stenotheciopsis
- Stereodon
- Stereodontopsis
- Syringothecium
- Taxiphyllopsis
- Taxiphyllum
- Vesicularia
- Wijkiella